# Velluire
Velluire là một xã ở tỉnh Vendée trong vùng Pays de la Loire, Pháp. Xã này có diện tích 9,54 km², dân số năm 2006 là 508 người. Xã này nằm ở khu vực có độ cao trung bình 7 mét trên mực nước biển.

## Biến động dân số
| 1962                                        | 1968 | 1975 | 1982 | 1990 | 1999 | 2006 |
| ------------------------------------------- | ---- | ---- | ---- | ---- | ---- | ---- |
| 336                                         | 420  | 400  | 492  | 514  | 508  | 508  |
| Số liệu từ năm1962: Dân số không tính trùng |      |      |      |      |      |      |